# Pompeo Bariola
Pompeo Bariola (Milano, 10 agosto 1824 – Pisa, 14 marzo 1894) è stato un militare e politico italiano.
Fu senatore del Regno d'Italia nella XVI legislatura.